# Spergula
- Commons
- Wikispecies

Espérgula (Spergula L.) é um gênero botânico da família Caryophyllaceae.

## Espécies
- Spergula arvensis
- Spergula morisonii
- Spergula pentandra
- Lista completa

## Classificação do gênero
| Sistema | Classificação                      | Referência               |
| ------- | ---------------------------------- | ------------------------ |
| Linné   | Classe Decandria, ordem Pentagynia | Species plantarum (1753) |